# درجة الضباطة
درجة الضباطة هي مرتبة ينبغي على أدوات أو أنظمة القياس أن تلبيها وفق متطلبات معينة في علم القياس تهدف لإبقاء أخطاء أو ارتياب القياس ضمن حدود معينة وتحت ظروف عمل محددة.
تعرف درجات الضباطة في معايير دولية مثل اللجنة الكهرتقنية الدولية (IEC) والمعهد الأمريكي للمعايير الوطنية (ANSI).